# Feldkircher Lyrikpreis
Les prix littéraires Feldkircher Lyrikpreis sont décernés annuellement en Autriche. Le théâtre Theater am Saumarkt dans le Land de Vorarlberg est responsable pour les prix. Le financement est assuré par le gouvernement autrichien, l'administration fédérale de Vorarlberg et des banques privées. En 2003, le Feldkircher Lyrikpreis eut lieu pour la première fois.
Le prix littéraire est mis en concours sur le plan international. Des philologues allemands et des auteurs constituent le jury. Les lauréats sont présentés au public en automne et les textes gagnants sont transférés aux archives de la bibliothèque du Land Vorarlberg.

## Lauréats

### 2012
1. Elisabeth Steinkellner
2. Sascha Kokot und Andra Schwarz

### 2011
1. Tobias Falberg
2. C. H. Huber
3. Claudia Scherer

### 2010
1. Kenah Cusanit
2. Regina Hilber
3. Udo Kawasser

### 2009
1. Marcus Pöttler
2. Silke Peters et Thilo Krause] (ex aequo)

### 2008
1. Andreas Neeser
2. Martin Strauß
3. Lina Hofstädter

### 2007
1. Klaus Händl
2. Bernhard Saupe
3. Alexandra Lavizzari
4. Thomas Steiner

### 2006
1. Adelheid Dahimène
2. Christine Haidegger
3. Ludwig Laher
4. Hans Eichhorn

### 2005
1. Knut Schaflinger
2. Julia Rhomberg
3. Udo Kawasser
4. Klaus Ebner

### 2004
1. Elsbeth Maag
2. Knut Schaflinger
3. Lisa Mayer
4. Gertrude Pieber-Prem
5. Sabine Eschgfäller
6. Udo Kawasser et Walter Pucher

### 2003
1. Elfriede Kehrer
2. Norbert Mayer
3. Walter Pucher
4. Mechthild Podzeit-Lütjen
5. Ulrike Ulrich

## Sources
- Articles dans le journal autrichien Vorarlberger Nachrichten